# Liste der Biografien/Sano
Liste der Biografien |
Portal Biografien |
Personensuche
# |
A |
B |
C |
D |
E |
F |
G |
H |
I |
J |
K |
L |
M |
N |
O |
P |
Q |
R |
S |
T |
U |
V |
W |
X |
Y |
Z |
?
 
Sa |
Sb |
Sc |
Sd |
Se |
Sf |
Sg |
Sh |
Si |
Sj |
Sk |
Sl |
Sm |
Sn |
So |
Sp |
Sq |
Sr |
Ss |
St |
Su |
Sv |
Sw |
Sy |
Sz
 
Saa |
Sab |
Sac |
Sad |
Sae |
Saf |
Sag |
Sah |
Sai |
Saj |
Sak |
Sal |
Sam |
San |
Sao |
Sap |
Saq |
Sar |
Sas |
Sat |
Sau |
Sav |
Saw |
Sax |
Say |
Saz
 
Sana |
Sanb |
Sanc |
Sand |
Sane |
Sanf |
Sang |
Sanh |
Sani |
Sanj |
Sank |
Sanl |
Sanm |
Sann |
Sano |
Sanp |
Sanq |
Sanr |
Sans |
Sant |
Sanu |
Sanv |
Sanw |
Sany |
Sanz
Die Liste der Biografien führt alle Personen auf, die in der deutschsprachigen Wikipedia einen Artikel haben. Dieses ist eine Teilliste mit 49 Einträgen von Personen, deren Namen mit den Buchstaben „Sano“ beginnt.

## Sano
- Sano di Pietro (1406–1481), italienischer Maler
- Sano Seki (1905–1966), japanischer Schauspieler, Theaterdirektor und Choreograf
- Sano, Hiroko (* 1983), japanische Fußballspielerin
- Sano, Jun’ya (* 1982), japanischer Straßenradrennfahrer
- Sano, Kaishū (* 2000), japanischer FußballspielerKaishū Sano (* 2000)

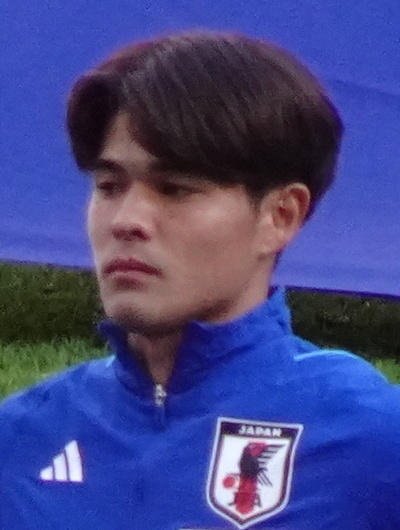
Kaishū Sano (* 2000)

- Sano, Kei (* 1992), japanischer Fußballspieler
- Sano, Kōdai (* 2003), japanischer Fußballspieler
- Sano, Manabu (1892–1953), japanischer Wirtschaftswissenschaftler und Kommunist
- Sano, Minoru (* 1955), japanischer Eiskunstläufer
- Sano, Nami (1987–2023), japanische Mangaka
- Sano, Rihei (1912–1992), japanischer Fußballspieler
- Sano, Shūji (1912–1978), japanischer Filmschauspieler
- Sano, Tomoaki (* 1968), japanischer Fußballspieler
- Sano, Tōru (* 1963), japanischer Fußballspieler
- Sano, Tsubasa (* 1994), japanischer Fußballspieler
- Sano, Tsunetami (1822–1902), japanischer Politiker, Begründer der japanischen Rot-Kreuz-Gesellschaft
- Sano, Yūko (* 1979), japanische Volleyballspielerin
- Sano, Yumeka (* 1985), japanische Sprinterin
- Sano, Yūya (* 1982), japanischer Fußballspieler

### Sanog
- Sanogo, Amadou, malischer Militär und Putschist
- Sanogo, Boubacar (* 1982), ivorischer FußballspielerBoubacar Sanogo (* 1982)

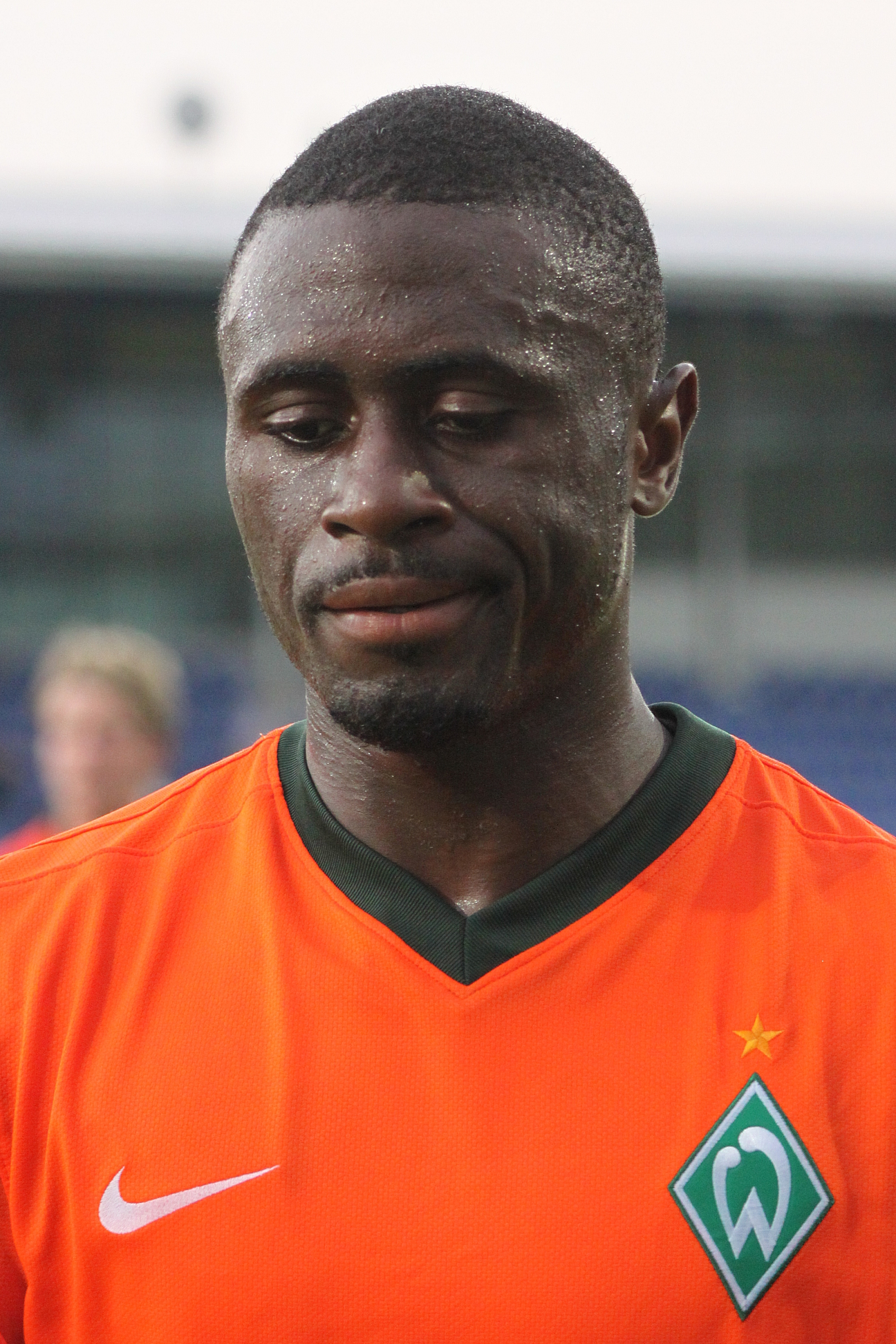
Boubacar Sanogo (* 1982)

- Sanogo, Ibrahima (* 1973), ivorischer Schauspieler
- Sanogo, Maoua (* 1979), ivorische Fußballspielerin
- Sanogo, Mariam (* 1990), ivorische Fußballspielerin
- Sanogo, Mohamed (* 2003), malischer Fußballspieler
- Sanogo, Sékou (* 1989), ivorischer Fußballspieler
- Sanogo, Yaya (* 1993), französischer Fußballspieler
- Sanogo, Zakaria (* 1996), burkinischer Fußballspieler

### Sanoh
- Sanoh, Moussa (* 1995), liberianisch-niederländischer Fußballspieler

### Sanoj
- Sanoja, Chucho (1926–1998), venezolanischer Komponist, Arrangeur, Orchesterleiter und Pianist

### Sanok
- Sanok, Gregor von (1403–1477), polnischer Theologe, Hochschullehrer, Erzbischof von Lemberg

### Sanol
- Sanollová, Martina (* 1963), tschechische Sängerin und Pianistin, Mitglied der Avantgarde Bands Skrol und Zygote

### Sanom
- Sanombo, Vicente (* 1964), angolanischer römisch-katholischer Geistlicher, Bischof von Kwieto-Biè

### Sanon
- Sanon, Anselme Titianma (* 1937), burkinischer Geistlicher, emeritierter römisch-katholischer Erzbischof von Bobo-Dioulasso
- Sanon, Emmanuel (1951–2008), haitianischer Fußballspieler und -trainer
- Sanon, Guy Mukasa (* 1968), burkinischer römisch-katholischer Geistlicher, Bischof von Nouna
- Sanon, Issuf (* 1999), ukrainischer Basketballspieler
- Sanon, Lucas Kalfa (* 1951), burkinischer Geistlicher, römisch-katholischer Bischof von Banfora
- Sanon, Nupur (* 1995), indische Schauspielerin

### Sanos
- Sanosi Ahmad, Osamah Ahmed Al (* 1944), saudi-arabischer Diplomat

### Sanot
- Sanotschkin, Aleksi (* 1975), russisch-orthodoxer Bischof, Administrator der Eparchie für Wien und Österreich

### Sanou
- Sanou Dao, Bernadette (* 1952), burkinische Autorin und Politikerin
- Sanou, Ahmadou (* 1993), burkinischer Fußballspieler
- Sanou, Germain (* 1992), burkinischer Fußballspieler
- Sanou, Idrissa (* 1977), burkinischer Leichtathlet
- Sanou, Olivier (* 1975), burkinischer Leichtathlet
- Sanou, Wilfried (* 1984), burkinischer Fußballspieler
- Sanoussi-Bliss, Pierre (* 1962), deutscher Schauspieler, Filmregisseur und DrehbuchautorPierre Sanoussi-Bliss (* 1962)

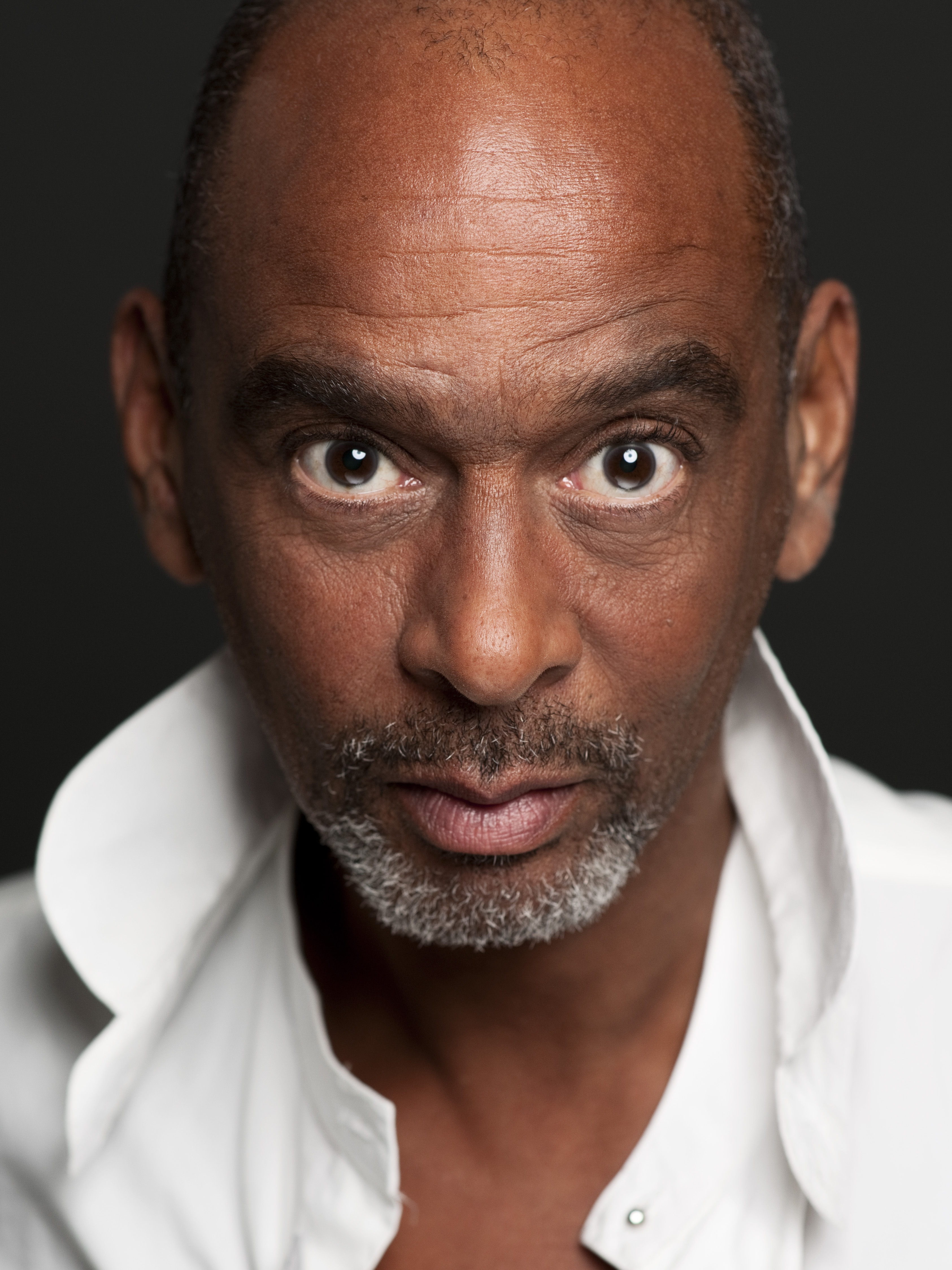
Pierre Sanoussi-Bliss (* 1962)

### Sanov
- Sanovec, Victor (* 1943), deutscher Künstler